# بوب بيلي (سياسي)
بوب بيلي هو سياسي كندي، ولد في 1951 في كندا. حزبياً، نشط في حزب أونتاريو المحافظ التقدمي. وقد انتخب عضو برلمان مقاطعة أونتاريو.

## وصلات خارجية
- الموقع الرسمي